# Jessica Cérival
Jessica Cérival (née le 20 janvier 1982 à Quimper) est une athlète française, spécialiste du lancer du poids.

## Carrière
Son record personnel est de 17,99 m (17,87 m en extérieur) fait le 12 février 2011 lors des championnats de France à Clermont Ferrand ce qui la qualifie pour les Championnats d'Europe en salle de Paris où elle se classe 4e avec un jet à 17,87 m.
Elle a notamment remporté la médaille d'or aux Jeux méditerranéens 2009 à Pescara et a participé aux Championnats du monde de Berlin la même année, sans se qualifier pour la finale.
Elle a également participé aux mondiaux en salle d'Istanbul en 2012, échouant en qualifications.
Le 18 février 2017, lors des Championnats de France à Bordeaux, Jessica Cerival réalise un jet à 17,62 m, se qualifiant ainsi pour les Championnats d'Europe en salle de Belgrade. Ce lancer, son meilleur depuis 2011 et ses 17,99 m, Cérival l'explique par une prise de maturité en quittant l'INSEP pour rejoindre au CREPS de Wattignies son ancien entraineur, Michel Trachant. Elle qui voulait prendre sa retraite à la fin de saison ne se donne plus de limites si les résultats sont bons et verra ainsi année par année.
Elle prend la 8e place de la finale des Championnats d'Europe en salle de Belgrade avec 16,84 m, après avoir établi dans la matinée sa meilleure performance de la saison et les minimas pour les Championnats du monde de Londres avec 17,76 m.

## Palmarès

### International
| Date | Compétition                          | Lieu           | Résultat | Marque  |
| ---- | ------------------------------------ | -------------- | -------- | ------- |
| 2001 | Championnats d'Europe juniors        | Grosseto       | 5e       | 15,21 m |
| 2003 | Championnats d'Europe espoirs        | Bydgoszcz      | 6e       | 16,30 m |
| 2005 | Jeux de la Francophonie              | Niamey         | 1re      | 16,32 m |
| 2007 | Championnats d'Europe en salle       | Birmingham     | 7e       | 16,51 m |
| 2007 | Universiade                          | Bangkok        | 5e       | 16,75 m |
| 2009 | Championnats d'Europe en salle       | Turin          | qual.    | 17,07 m |
| 2009 | Jeux méditerranéens                  | Pescara        | 1re      | 17,77 m |
| 2009 | Championnats du monde                | Berlin         | qual.    | 17,30 m |
| 2009 | Jeux de la Francophonie              | Beyrouth       | 2e       | 17,14 m |
| 2010 | Championnats d'Europe par équipes    | Bergen         | 6e       | 17,96 m |
| 2011 | Championnats d'Europe en salle       | Paris          | 4e       | 17,84 m |
| 2011 | Championnats d'Europe par équipes    | Stockholm      | 5e       | 16,13 m |
| 2012 | Championnats du monde en salle       | Istanbul       | qual.    | 16,47 m |
| 2012 | Championnats d'Europe                | Helsinki       | 9e       | 17,20 m |
| 2013 | Championnats d'Europe par équipes    | Gateshead      | 8e       | 16,25 m |
| 2014 | Championnats d'Europe par équipes    | Brunswick      | 5e       | 17,33 m |
| 2015 | Championnats d'Europe par équipes    | Tcheboksary    | 7e       | 16,76 m |
| 2016 | Coupe d'Europe hivernale des lancers | Arad           | 2e       | 17,05 m |
| 2017 | Championnats d'Europe en salle       | Belgrade       | 8e       | 16,84 m |
| 2017 | Coupe d'Europe hivernale des lancers | Grande Canarie | 2e       | 17,50 m |
| 2017 | Championnats d'Europe par équipes    | Lille          | 5e       | 16,86 m |
| 2017 | Championnats du monde                | Londres        | qual.    | 16,56 m |

### National
- Championnats de France d'athlétisme :
  - Vainqueur du lancer du poids en 2009, 2011, 2012, 2013, 2014, 2015, 2016, 2017 et 2018
- Championnats de France d'athlétisme en salle :
  - Vainqueur du lancer du  poids en 2011, 2012, 2013, 2014, 2015, 2016, 2017, 2018 et 2020

## Records
| Épreuve         | Épreuve   | Performance | Lieu    | Date            |
| --------------- | --------- | ----------- | ------- | --------------- |
| Lancer du poids | Plein air | 17,87 m     | Amiens  | 17 juin 2009    |
| Lancer du poids | En salle  | 17,99 m     | Aubière | 17 février 2011 |

## Sources
- Photo Getty Images, avec la médaille au cou
- Le Journal de Saint-Denis